# Michael Cunningham (Psychologe)
Michael R. Cunningham ist ein US-amerikanischer  Professor für Psychologie und Kommunikation an der University of Louisville. Er ist Leiter des „Social Communications Laboratory“, das sich mit sozialen und evolutionären Prozessen der romantischen Anziehung und Abstoßung sowie mit Partnerwahl und „sozialen Allergien“ beschäftigt.

## Leben
Michael Cunningham beendete seine Dissertation in Psychologie an der University of Minnesota und gegenwärtig Professor an der „University of Louisville“.

## Forschungsschwerpunkte
Die Forschung von Michael Cunningham beschäftigt sich mit Aspekten menschlicher Beziehungen.
- Persönlichkeitstheorie
- Zwischenmenschliche Kommunikation
- Äußerliche Attraktivität und Anziehung
- Emotionsforschung und Verführung
- Intime Beziehungen
- Romantik in Massenmedien
- Dynamik in Familien
- Implizite Kommunikation, Ehrlichkeit, Beurteilung und Lügen

## Schriften
- M. R. Cunningham, A. P. Barbee: Attracting and Loving People: The Psychology of Romantic Relationships. Westview P., 1998, ISBN 978-0-8133-3108-9.
- M. R. Cunningham, L. K. Ault, A. P. Barbee: ATTRACTION: An entry from Macmillan Reference USA's. International Encyclopedia of Marriage and Family. Macmillan Reference, 2003.